# Gemeinde Gusinje
Die Gemeinde Gusinje (montenegrinisch Општина Гусиње Opština Gusinje, albanisch Komuna e Gucisë) ist eine Gemeinde in Montenegro. Der Verwaltungssitz ist der Hauptort Gusinje, daneben gehören die Dörfer Dolja, Dosuđe, Grnčar, Kolenovići, Kruševo, Martinovići, Višnjevo, Vusanje zur Gemeinde.

## Bevölkerung
Die Volkszählung aus dem Jahr 2011 ergab für die Gemeinde Gusinje eine Einwohnerzahl von 4072. Davon bezeichneten sich 1717 (42,6 %) als Bosniaken, 1642 (40,8 %) als Albaner, 379 (9,4 %) als Ethnische Muslime, 147 (3,6 %) als Serben und 87 (2,2 %) als Montenegriner.
| Zensus    | 1971 | 1991 | 2003 | 2011 |
| --------- | ---- | ---- | ---- | ---- |
| Einwohner | 7958 | 7130 | 4424 | 4239 |